# Campionati europei di atletica leggera indoor 2011 - Salto in alto maschile
La gara si è svolta il 4 e il 5 marzo 2011.

## Podio
| #       | Atleta           | Nazionalità | Misura | Note                                     |
| ------- | ---------------- | ----------- | ------ | ---------------------------------------- |
| Oro     | Ivan Uchov       | Russia      | 2,38   | =                                        |
| Argento | Jaroslav Bába    | Rep. Ceca   | 2,34   | Miglior prestazione personale stagionale |
| Bronzo  | Aleksandr Šustov | Russia      | 2,34   | Miglior prestazione personale            |

## Record
Prima di questa competizione, il record del mondo (RM), il record europeo (EU) ed il record dei campionati (RC) sono i seguenti:
| Record                | Prestazione | Atleta                          | Data                                           | Competizione                                        |
| --------------------- | ----------- | ------------------------------- | ---------------------------------------------- | --------------------------------------------------- |
| Record mondiale       | 2,43        | Javier Sotomayor Cuba           | 4 marzo 1989 Budapest, Ungheria                | Campionati mondiali di atletica leggera indoor 1989 |
| Record europeo        | 2,42        | Carlo Thränhardt Germania Ovest | 26 febbraio 1988 Berlino Ovest, Germania Ovest |                                                     |
| Record dei campionati | 2,40        | Stefan Holm Svezia              | 6 marzo 2005 Madrid, Spagna                    | Campionati europei di atletica leggera indoor 2005  |

## Risultati

### Qualificazioni
Si qualificano alla finale gli atleti che superano la misura di 2,30 (Q) oppure gli 8 migliori.
| Pos. | Nome                   | Nazione     | 2,12 | 2,17 | 2,22 | 2,27 | 2,30 | Misura | Note                          |
| ---- | ---------------------- | ----------- | ---- | ---- | ---- | ---- | ---- | ------ | ----------------------------- |
| 1    | Jaroslav Bába          | Rep. Ceca   | –    | o    | o    | o    | –    | 2,27   | q                             |
| 1    | Konstadinos Baniotis   | Grecia      | o    | o    | o    | o    | –    | 2,27   | q                             |
| 1    | Dimítrios Hondrokoúkis | Grecia      | o    | o    | o    | o    | –    | 2,27   | q =                           |
| 1    | Janick Klausen         | Danimarca   | o    | o    | o    | o    | x–   | 2,27   | q =                           |
| 1    | Aleksandr Šustov       | Russia      | –    | o    | o    | o    | –    | 2,27   | q                             |
| 1    | Ivan Uchov             | Russia      | –    | o    | o    | o    | x–   | 2,27   | q                             |
| 7    | Marco Fassinotti       | Italia      | o    | o    | o    | xo   | x–   | 2,27   | q                             |
| 7    | Raúl Spank             | Germania    | –    | o    | o    | xo   | –    | 2,27   | q                             |
| 9    | Nicola Ciotti          | Italia      | o    | o    | o    | xxx  |      | 2,22   |                               |
| 9    | Tom Parsons            | Regno Unito | o    | o    | o    | xxx  |      | 2,22   |                               |
| 9    | Rožle Prezelj          | Slovenia    | o    | o    | o    | xxx  |      | 2,22   |                               |
| 9    | Arcëm Zajcaŭ           | Bielorussia | o    | o    | o    | xxx  |      | 2,22   | =                             |
| 13   | Viktor Ninov           | Bulgaria    | –    | o    | xo   | xxx  |      | 2,22   |                               |
| 13   | Osku Torro             | Finlandia   | –    | o    | xo   | xx–  |      | 2,22   |                               |
| 13   | Jussi Viita            | Finlandia   | o    | o    | xo   | xxx  |      | 2,22   |                               |
| 16   | Tomislav Popek         | Croazia     | o    | xo   | xo   | xxx  |      | 2,22   | Miglior prestazione personale |
| 17   | Dmytro Dem'janjuk      | Ucraina     | xo   | xo   | xo   | xxx  |      | 2,22   |                               |
| 18   | Oleksandr Nartov       | Ucraina     | o    | o    | xx–  |      |      | 2,17   |                               |
| 18   | Peter Horák            | Slovacchia  | o    | o    | xxx  |      |      | 2,17   |                               |
| 18   | Dmitriy Kroyter        | Israele     | o    | o    | xxx  |      |      | 2,17   |                               |
| 18   | Sergej Mudrov          | Russia      | –    | o    | xxx  |      |      | 2,17   |                               |
| 22   | Normunds Pūpols        | Lettonia    | xo   | o    | xxx  |      |      | 2,17   |                               |
| 23   | Robbie Grabarz         | Regno Unito | o    | xxx  |      |      |      | 2,12   |                               |

### Finale
| Pos. | Nome                   | Nazione   | 2,15 | 2,20 | 2,25 | 2,29 | 2,32 | 2,34 | 2,36 | 2,38 | 2,40 | 2,44 | Misura | Note                                     |
| ---- | ---------------------- | --------- | ---- | ---- | ---- | ---- | ---- | ---- | ---- | ---- | ---- | ---- | ------ | ---------------------------------------- |
| 1    | Ivan Uchov             | Russia    | –    | o    | o    | xo   | o    | o    | o    | o    | –    | xxx  | 2,38   | =                                        |
| 2    | Jaroslav Bába          | Rep. Ceca | o    | o    | o    | o    | o    | o    | x–   | x–   | x    |      | 2,34   | Miglior prestazione personale stagionale |
| 3    | Aleksandr Šustov       | Russia    | –    | o    | o    | xo   | xo   | xxo  | xxx  |      |      |      | 2,34   | Miglior prestazione personale            |
| 4    | Konstadinos Baniotis   | Grecia    | o    | o    | o    | xo   | xxo  | xxx  |      |      |      |      | 2,32   | Miglior prestazione personale            |
| 5    | Dimítrios Hondrokoúkis | Grecia    | o    | o    | o    | xo   | xxx  |      |      |      |      |      | 2,29   | Miglior prestazione personale            |
| 6    | Marco Fassinotti       | Italia    | xxo  | o    | xo   | xo   | xxx  |      |      |      |      |      | 2,29   | Miglior prestazione personale            |
| 7    | Janick Klausen         | Danimarca | o    | o    | o    | xxx  |      |      |      |      |      |      | 2,25   |                                          |
| 8    | Raúl Spank             | Germania  | –    | o    | xxx  |      |      |      |      |      |      |      | 2,20   |                                          |